# Шуринов, Андрей Давидович
Андрей Давидович Шуринов (ок. 1700, Локтево — после 1764) — русский военный деятель, премьер-майор. Участник Дворцового переворота 1741 года.

## Биография
Родился в деревне Локтево Елецкого уезда, — поместье отца, участника Азовского похода и Полтавской битвы, драгуна Воронежского полка, Давида Перфильевича Шуринова, отец которого именовался Ждановым-Шуриновым.

### Военная служба
Имел высокий рост и поэтому в 1729 году был переведён из Орловского ландмилицкого полка в гренадерскую роту Преображенского полка. Указом Елизаветы Петровны от 17 декабря 1741 года, участвовавших в перевороте гвардейцев перевели в особую, наиболее доверенную часть дворцовых войск — Лейб-компанию. В 1745 году он был назначен «капралом от кавалергардов»
В октябре 1749 года подавал прошение об увольнении его от военной службы по болезни и назначении воеводой в Ливны, однако только в ноябре 1758 года последовала отставка Шуринова для поступления на гражданскую службу, а уже в марте 1759 года он просил об увольнении его «в вечную отставку», так как «за маловидением и за долговременной службой никакой штатской службы понести не может». В чине премьер-майора он был уволен 1 апреля 1759 года.
В 1764 году Шуринов ещё жил в своём поместье Пошехонского уезда — деревне Селищи, которой был награждён за участие в дворцовом перевороте. Год его смерти не известен.

### Семья
- Внук — Пётр Николаевич (1780—1842)[3] — герой Отечественной войны 1812 года.